# Asesinato de Wharlest Jackson
Wharlest Jackson (7 de diciembre de 1929 – 27 de febrero de 1967) fue un activista de derechos civiles estadounidense que fue asesinado por un coche bomba, acto sobre el cual existía evidencia de intervención de una organización supremacista blanca; el caso ha permanecido sin resolución desde la década de los 60s. Jackson había trabajado como tesorero en una de las ramas de la Asociación Nacional para el Progreso de las Personas de Color (NAACP por sus siglas en inglés "National Association for the Advancement of Colored People") de Natchez, Misisipi hasta su asesinato, en el cual plantaron una bomba en el chasis de su camioneta, bajo el asiento del conductor.La bomba estalló aproximadamente a las 8 PM del 27 de febrero de 1967. La explosión ocurrió cuando activó su señal de giro mientras regresaba a casa. La detonación causó graves daños a la parte baja del torso de Wharlest y murió en el acto. Su muerte se produjo a seis cuadras de su lugar de trabajo, en la Compañía de Gomas y Cubiertas Armstrong. 
El culpable nunca fue ubicado, y a pesar de que el FBI sospechaba del Silver Dollar Group, un grupo vástago del Ku Klux Klan, la investigación no produjo ninguna conclusión ni culpables, a pesar de las diez mil páginas de documentación y evidencia del FBI.

## Trasfondo
Jackson era un veterano de la Guerra de Corea. Estaba casado con Exerlena Jackson desde el 17 de febrero de 1954. Juntos tenían cinco hijos, Debra Jackson (Sylvester), Denise Jackson (Ford), Doris Jackson, Delerisia Jackson, y Wharlest Jackson Jr. Jackson trabajó en la Compañía de Gomas y Cubiertas Armstrong por 12 años. La compañía tenía varios empleados de raza blanca que estaban afiliados al Klan, y debido a la presión de los activistas de derechos civiles, la gerencia de la compañía había abierto más posiciones para empleados afroamericanos y también comenzó a promover a empleados de color, tal como sucedió con Jackson, a quien promovieron a una posición de mezclado de explosivos más avanzada, una posición que previamente era ocupada por personas blancas. Su esposa se oponía fuertemente a esa promoción, pero para Jackson, la paga de 17 centavos la hora significaba que su esposa podría renunciar a su empleo de cocinera en una escuela afroamericana y pasar más tiempo con sus hijos. Exerlena Jackson comentaría luego "le rogué que no tomara el puesto". Justo dos años antes, Metcalfe, un amigo de la familia, había enfrentado circunstancias similares. Era el presidente de la rama local de la NAACP y Wharlest trabajaba bajo su mando como tesorero. Luego de recibir una promoción en la compañía Armstrong, un día Metcalfe ingresó a su vehículo y al intentar encenderlo desencadenó una explosión similar que lo hirió gravemente. La familia Jackson lo acogió hasta que se recuperó de sus heridas y pudo regresar al trabajo un año después. Tampoco se culpó a nadie de este crimen. La primera persona que llegó a asistir a Wharlest fue su hijo, Wharlest Jackson Jr., quien recordó "cuando llegué él yacía en la calle... su zapato había sido arrancado y la camioneta estaba destrozada". Ambos casos continúan en la lista del FBI y, de los 109 casos similares, solo dos de ellos han sido resueltos.

### Wharlest Jackson
Wharlest Jackson nació en Millers Ferry, Condado de Washington, Florida el 7 de diciembre de 1929. Hijo de Willie F. Jackson y Effie Jackson (apellido de soltera Washington). Vivió sobre la calle Vernon en Millers Ferry con su madre, su padre y sus parientes Henrietta, Dora D, Ola Rea, Louis Robert, Warren, y Doris Lee hasta la muerte de su madre, el 2 de abril de 1934. Su padre Willie figuraba como trabajador del campo familiar en 1920, luego como un trabajador del aserradero en el censo Federal de 1930 y por último como granjero en el censo de Florida de 1935. Más tarde su padre se convirtió en Reverendo. Para el censo Federal de 1940, Wharlest y sus parientes figuraban estar viviendo con su abuela paterna, Henrietta Jackson, y sus tíos Martin y Frank Jackson. Este censo los listó viviendo en el "Asentamiento St. Luke Negro" de Millers Ferry.

## Legado
El antiguo hogar de Jackson en el número 13 de la calle Matthews en Natchez fue agregado al Registro Nacional de Lugares Históricos del Condado de Adams en 2017. El documental "American Reckoning" (temporada 40, episodio 6), que aireó en febrero de 2022 repasa más profundamente los hechos del caso.